# Evangelický kostel (Hrabová)
Kostel Českobratrské církve evangelické v Hrabové je moderní stavbou ve stylu purismu z počátku 20. století. Kostel byl v roce 2003 zapsán na seznam kulturních památek. V současné době je možné navštívit zrekonstruovanou věž kostela, a to po dobu letních prázdnin SO + NE 10–16 h. Kopule je opět otočná.

## Popis stavby
Kostel je umístěn v rozlehlé zahradě se vstupní branou ze železobetonu postavenou ve 40. letech minulého století. Stavba je ojedinělou ukázkou moderní monumentální sakrální architektury z první poloviny dvacátých let 20. století, která představuje jedno z nejkvalitnějších děl architekta Oldřicha Lisky.
Jde o chrámovou stavbu postavenou převážně skeletovou metodou, rozdělenou do tří hmotově i výškově odlišně řešených částí, řazených za sebou. Východní část obsahuje byt faráře v přízemí a velkou modlitebnu v patře. Střední část se sedlovou střechou předstupuje před hlavní průčelí přízemí hlubokým zápražím vstupu, v patře markýzou vynášenou sloupy nad vchodem do předsíně velké modlitebny. Ke vstupu v patře vede venkovní dvouramenné schodiště s výklenkem pro plastiku kalicha. Tato střední část je ukončena věží s kupolí krytou měděným plechem, která původně sloužila jako observatoř. Nyní je po rekonstrukci opět přístupná a v provozu. Západní část budovy uzavírá podélný elipsovitý segment, jehož zastřešení řeší terasa se zděným zábradlím.

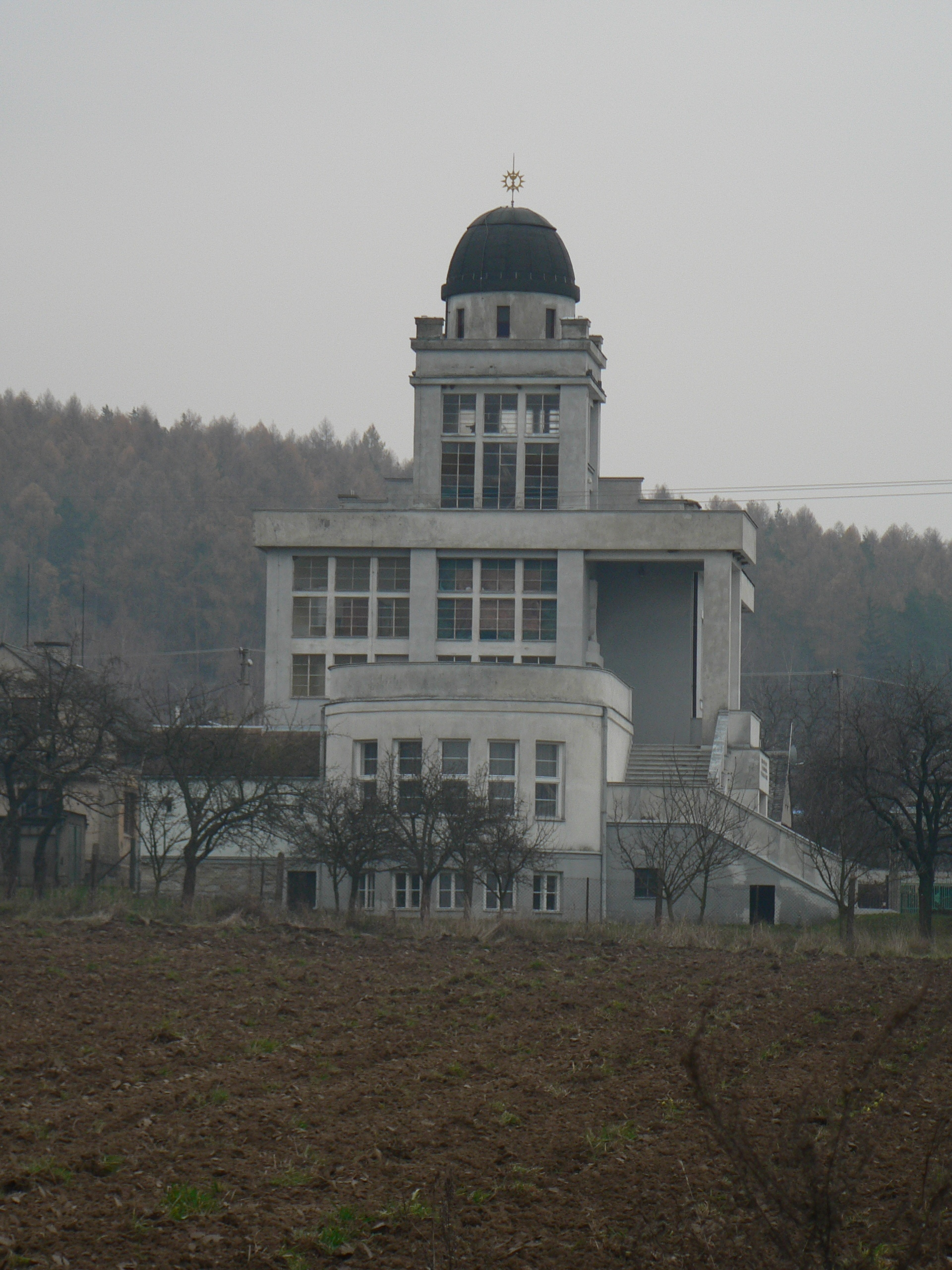
Evangelický kostel v Hrabové

Vybavení kostela je celkem skromné, pozoruhodný je strop z modřínového dřeva s lidovými motivy. V roce 1952 byly do horní modlitebny kostela umístěny varhany vyrobené firmou Organa Kutná Hora. V roce 2018 byly jako nefunkční demontovány z důvodu rekonstrukce. V roce 2003 byla na zdi kostela odhalena pamětní deska připomínající dlouholeté působení vikáře Rudolfa Šedého a jeho zásluhy o rozvoj hrabovského sboru. V suterénu budovy bylo v roce 2011 ve spolupráci s obcí Hrabová otevřeno regionální muzeum.

## Historie
Po založení Československa vzniklo v Hrabové velmi silné protikatolické hnutí Pryč od Říma, většina obyvatel obce se přiklonila k Českobratrské církvi evangelické. V následujících desetiletích měl v obci i širokém okolí vliv vikář Rudolf Šedý, který se také zasloužil o vybudování nového kostela. Základní kámen kostela byl položen 17. května 1925. Již koncem roku 1925 byl v rozestavěném sborovém domě otevřen menší sál, kde se konaly bohoslužby. V roce 1929 byly do věže zavěšeny 3 zvony. Celá stavba byla dokončena až v říjnu 1933. Na žádost vikáře byla před dokončením do stavby vkomponována i nástavba zaklenutá kopulí pro hvězdářský dalekohled, který sem byl později instalován. Hvězdárna byla znovu zprovozněna v roce 2018.